# Ephimeronotus
Ephimerónotus — рід жуків родини Довгоносики (Curculionidae).

## Зовнішній вигляд
Жуки цього роду дуже нагадують довгоносиків з роду Lixus — видовженістю, стрункістю тіла, опушеністю покривів. Але іншими рисами (особливо будовою голови та ніг) різко відрізняються від будь-якого роду триби Lixini. Основні ознаки роду:
- 1-й  членик джгутика вусиків видовжений
- кожне надкрилля з помітним плечем та бугорцем поблизу вершини
- лапки короткі й широкі, їх членики знизу із підошвами, кігтики не зрослися при основі і широко розставлені; 2-й членик задніх лапок ширший від своєї довжини
- гомілки трохи вигнуті всередину і мають ряд коротеньких зубчиків вздовж зовнішнього краю

## Спосіб життя
Невідомий, ймовірно, він типовий для Cleonini.

## Географічне поширення
Ареали усіх відомих видів цього роду тяжіють до західної частини півдня Палеарктики (див. нижче).

## Класифікація
До цього роду включено два види:
- Ephimeronotus miegii Fairmaire, 1855 — Португалія, Іспанія, Марокко
- Ephimeronotus samai Talamelli, 2001 — Ізраїль, Туреччина